# 非自治系统
数学中，自治系统指光滑流形上的动力方程；非自治系统（non-autonomous system）则是{\displaystyle \mathbb {R} }上的光滑纤维丛{\displaystyle Q\to \mathbb {R} }上的动力方程。这是非自治力学的情形。
纤维丛{\displaystyle Q\to \mathbb {R} }上的r阶微分方程由{\displaystyle Q\to \mathbb {R} }的节丛{\displaystyle J^{r}Q}的闭子丛表示。{\displaystyle Q\to \mathbb {R} }上的动力方程是微分方程，高阶导数可用代数方法求解。
特别地，纤维丛{\displaystyle Q\to \mathbb {R} }上的1阶动力方程是{\displaystyle Q\to \mathbb {R} }上某联络{\displaystyle \Gamma }的协变微商的核。给定Q上的丛坐标{\displaystyle (t,q^{i})}和1阶节流形{\displaystyle J^{1}Q}上的适应（adapted）坐标{\displaystyle (t,q^{i},q_{t}^{i})}，1阶动力方程为
{\displaystyle q_{t}^{i}=\Gamma (t,q^{i}).}
这是哈密顿非自治力学的情形。
{\displaystyle Q\to \mathbb {R} }上的2阶动力方程
{\displaystyle q_{tt}^{i}=\xi ^{i}(t,q^{j},q_{t}^{j})}
定义为节丛{\displaystyle J^{1}Q\to \mathbb {R} }上的完整（holonomic）联络{\displaystyle \xi }，此方程也可用仿射节丛{\displaystyle J^{1}Q\to Q}上的联络表示。由于规范嵌入{\displaystyle J^{1}Q\to TQ}，其等价于Q的切丛{\displaystyle TQ}上的测地线方程。非自治力学中的自由运动方程是2阶非自治动力方程的例子。